# Hans Nowotny
Hans Nowotny (* 27. September 1911 in Linz; † 5. Oktober 1996 in Steinbach bei Ernstbrunn) war ein österreichischer Chemiker und Hochschullehrer. Nowotny war ein „bahnbrechender Forscher auf dem Gebiet der Struktur- und Legierungschemie“.

## Leben
Hans Nowotny studierte an der TH Wien, erwarb 1933 seinen Dipl.-Ing. in technischer Physik und wurde 1934 promoviert. Von 1934 bis 1936 war er Privatassistent bei Franz Halla und danach Assistent am Institut für Physikalische Chemie der TH Karlsruhe bei Ludwig Ebert. Von 1941 bis 1945 war er wissenschaftlicher Mitarbeiter am Kaiser-Wilhelm-Institut für Metallforschung in Stuttgart. 1947 wurde er zum außerordentlichen Professor der Universität Wien berufen, 1952 zum ordentlichen Professor und Vorstand des Instituts für Physikalische Chemie der TH Wien. Von 1958 bis 1977 war er Universitätsprofessor und Vorstand des I. Chemischen Instituts der Universität Wien sowie Professor an der Technischen Hochschule.

## Mitgliedschaften, Auszeichnungen
- 1959: Österreichische Akademie der Wissenschaften
- 1960: Lavoisier-Medaille, Société Chimique de France
- 1962: Akademie der Wissenschaften zu Göttingen
- 1963: Deutsche Akademie der Naturforscher Leopoldina zu Halle
- 1964: Medaille der Université libre de Bruxelles
- 1965: Ehrenmitglied der Ungarischen Akademie der Wissenschaften
- 1965: Dr. mont. h. c. Montanistische Hochschule Leoben
- 1967: Lebeau-Medaille, Commission de Chimique des Haut Températures
- 1968: Erwin-Schrödinger-Preis der Österreichischen Akademie der Wissenschaften
- 1969: Wilhelm-Exner-Medaille des Österreichischen Gewerbevereins
- 1972: Loschmidt-Medaille der Gesellschaft Österreichischer Chemiker
- 1978: Österreichisches Ehrenzeichen für Wissenschaft und Kunst